# باتريك تاوزياك
باتريك تاوزياك (بالفرنسية: Patrick Tauziac)‏ مواليد 18 يناير 1955 في مدينة هو تشي منه، هو سائق راليات فرنسي سابق بدأ مسيرته في سنة 1984. كان أول رالي له هو رالي ساحل العاج 1984. شارك في بطولة العالم للراليات. فاز بـ سباق رالي واحد. صعد على المنصة 4 مرات خلال مسيرته.

## روابط خارجية
- باتريك تاوزياك على موقع eWRC-results.com (الإنجليزية)